# Маліков Віталій Володимирович
Віта́лій Володимирович Ма́ліков (нар. 28 березня 1962, Харків) — генерал-полковник, перший заступник Голови СБ України — керівник Антитерористичного центру при Службі безпеки України (з 19 липня 2015 року до 31 травня 2019 року).

## Життєпис
Закінчив корабельний факультет Чорноморського вищого військово-морського училища ім. Нахімова. Працював на Ленінградській військово-морській базі.
Після розпаду СРСР працював в органах МВС України в Криму, Сумській області, Кіровоградській області. Далі в Сімферополі. З органів внутрішніх справ полковник Маліков звільнився у 2005 році з посади начальника УМВС Севастополя. За час служби в МВС здобув юридичну освіту.
Працював заступником директора Кримської республіканської дирекції Райффайзенбанк-Аваль, у 2010 році був обраний депутатом Севастопольської міськради.
23 червня 2015 року призначений заступником Голови СБУ, а з 19 липня 2015 — перший заступник Голови СБ України — керівник Антитерористичного центру при СБУ.
29 серпня 2016 року Президент України Петро Порошенко присвоїв Віталію Малікову звання генерал-полковник.
6 червня 2019 — звільнений з військової служби в запас СБУ, указ Президента № 352/2019 .

## Цікаві факти
Будучи депутатом Севастопольської міської ради, Маліков виступав з підтримкою ідеї так званого «народного губернатора» Севастополя, росіянина Олексія Чалого з будівництва блокпостів і створення так званої «самооборони» Криму.